# Taradeau
Taradeau é uma comuna francesa na região administrativa da Provença-Alpes-Costa Azul, no departamento de Var. Estende-se por uma área de 17.31 km². Em 2010 a comuna tinha 1 835 habitantes (densidade: 106 hab./km²).